# Hans Christian Cornelius Mortensen
Pour les articles homonymes, voir Mortensen.
 (novembre 2019).
Si vous disposez d'ouvrages ou d'articles de référence ou si vous connaissez des sites web de qualité traitant du thème abordé ici, merci de compléter l'article en donnant les références utiles à sa vérifiabilité et en les liant à la section « Notes et références ».
Hans Christian Cornelius Mortensen, né le 27 août 1856 à Ballerup et décédé le 7 juin 1921 à Viborg , est un instituteur et un ornithologue danois, connu pour avoir été le premier à baguer des oiseaux avec succès.

## Biographie
Depuis le XIXe siècle, des ornithologues ont tenté d'étudier les migrations des oiseaux mais sans grand succès. Mortensen a l'idée d'adapter une expérience du baron hollandais van der Heyden qui, vers 1830, avait marqué une couvée de canards et d'oies avec un collier de laiton autour du cou, expérience qu'il relate en 1849 dans l'éphémère journal Rhea de Ludwig Thienemann (1793-1858).
Il décide de mettre en pratique cette technique sur des sturnidés. Il leur place sur la patte un anneau de zinc avec l'indication Viborg 1890 écrit à l'encre. Mais les oiseaux ne supportent pas le poids de l'anneau ce qui contraint Mortensen à les abandonner. Quelques années plus tard, l'aluminium devient disponible à un prix raisonnable et Mortensen décide de recommencer son expérience. En 1899, il bague 162 oiseaux mais n'en obtient aucune nouvelle. Il recommence en 1900 et reçoit deux retours : un oiseau a été tué aux Pays-Bas et l'autre en Norvège. Suivant l'exemple de Mortensen, Johannes Thienemann (1863-1938) renouvelle l'expérience en 1903 à la station ornithologique de Rossitten ce qui suscite une forte opposition de la part des protecteurs des animaux qui ont peur que cela incite à tirer sur de petits oiseaux. Il faudra attendre 1927 pour que cette pratique soit admise et se généralise à dix-sept pays européens.

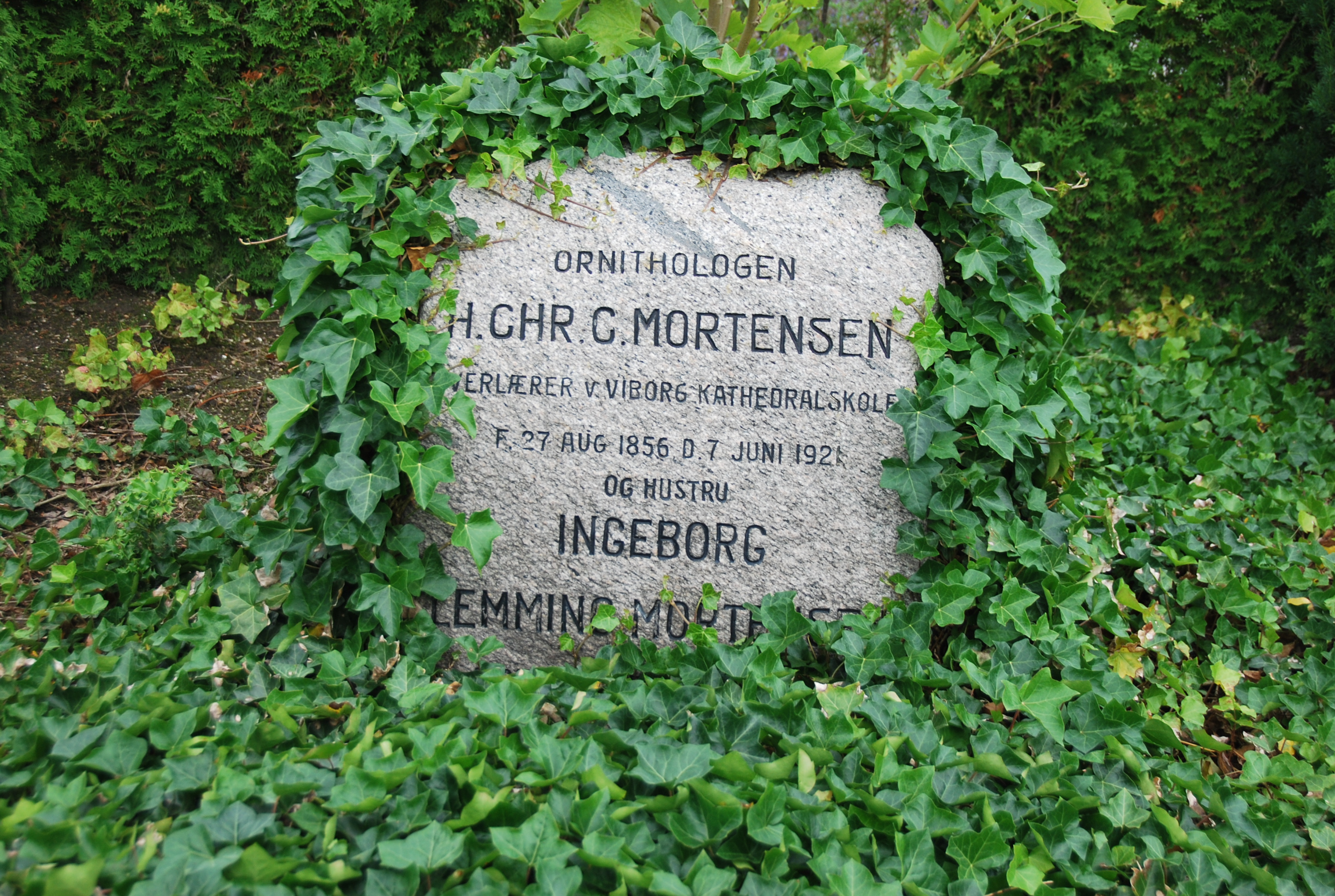
Pierre tombale de Hans Christian Cornelius Mortensen